# يوليانه هاوزه
يوليانه هاوزه (بالألمانية: Juliane House)‏ (ولدت عام 1942) لغويه ألمانية وباحثة في دراسات الترجمة.

## السيرة الذاتية
حصلت هاوز على شهادة البكالوريوس في ترجمة اللغة الإنجليزية والإسبانية والقانون الدولي من جامعة هايدلبرغفي ألمانيا. وعملت كمترجمة وباحثة في وقت لاحق. حصلت على البكالوريوس، الماجستير والدكتوراه في اللغويات واللغويات التطبيقية من جامعة تورنتو، كندا.
وهي عضو بارز في مركز أبحاث مؤسسة العلوم الألمانية لتعدد اللغات في جامعة هامبورغ، حيث اشرفت ووجهت عدة مشاريع في الترجمة. وتشمل اهتماماتها البحثية الترجمة بين النظرية والتطبيق، البراغماتية التقابلية، تحليل الخطاب، نظرية المداراة، اللغة الإنجليزية كلغة مشتركة بين الثقافات، والتواصل العالمي، والاتصالات التجارية.
و هي رئيسة IATIS.
وتشغل جوليان هاوز حاليا منصب رئيس برنامج اللغويات ومدير برنامج الدكتوراه في اللغويات التطبيقية: الخطاب في تدريس اللغة الإنجليزية-اختبار أو ترجمة/تفسير البرنامج في الجامعة الأمريكية اليونانية.[متى؟]

## المنشورات
نشرت هاوز الأعمال التالية:
- A Model for Translation Quality Assessment (1977 and revisited 1997)
- Let's Talk and Talk About It: A Pedagogic Interactional Grammar of English (1981) with Willis Edmondson
- Interlingual and Intercultural Communication (1986) with Shoshana Blum-Kulka
- Cross-Cultural Pragmatics: requests and apologies (1989) with Shoshana Blum-Kulka and Gabriele Kasper
- Einführung in die Sprachlehrforschung (1993, revised ed. 2011) with Willis Edmondson
- Misunderstanding in Social Life. Discourse Approaches to Problematic Talk. (2003) with Gabriele Kasper and Steven Ross
- Multilingual Communication (2004) with Jochen Rehbein.
- Translation (2009).
- Translatory Action and Intercultural Communication (2009) with Kristin Bührig and Jan ten Thije.
- English as a Lingua Franca. Special Issue of Intercultural Pragmatics vol 6, No. 2. 2009.
- Convergence and Divergence in Language Contact Situations. (2010) with Kurt Braunmüller.
- Globalization, Discourse, Media. In a Critical Perspective. (2010) with Anna Duszak and Lukasz Kumiega.
- Impoliteness in Germany. (2010) Intercultural Pragmatics 7:4. 2010